# Артемісія II Карійська

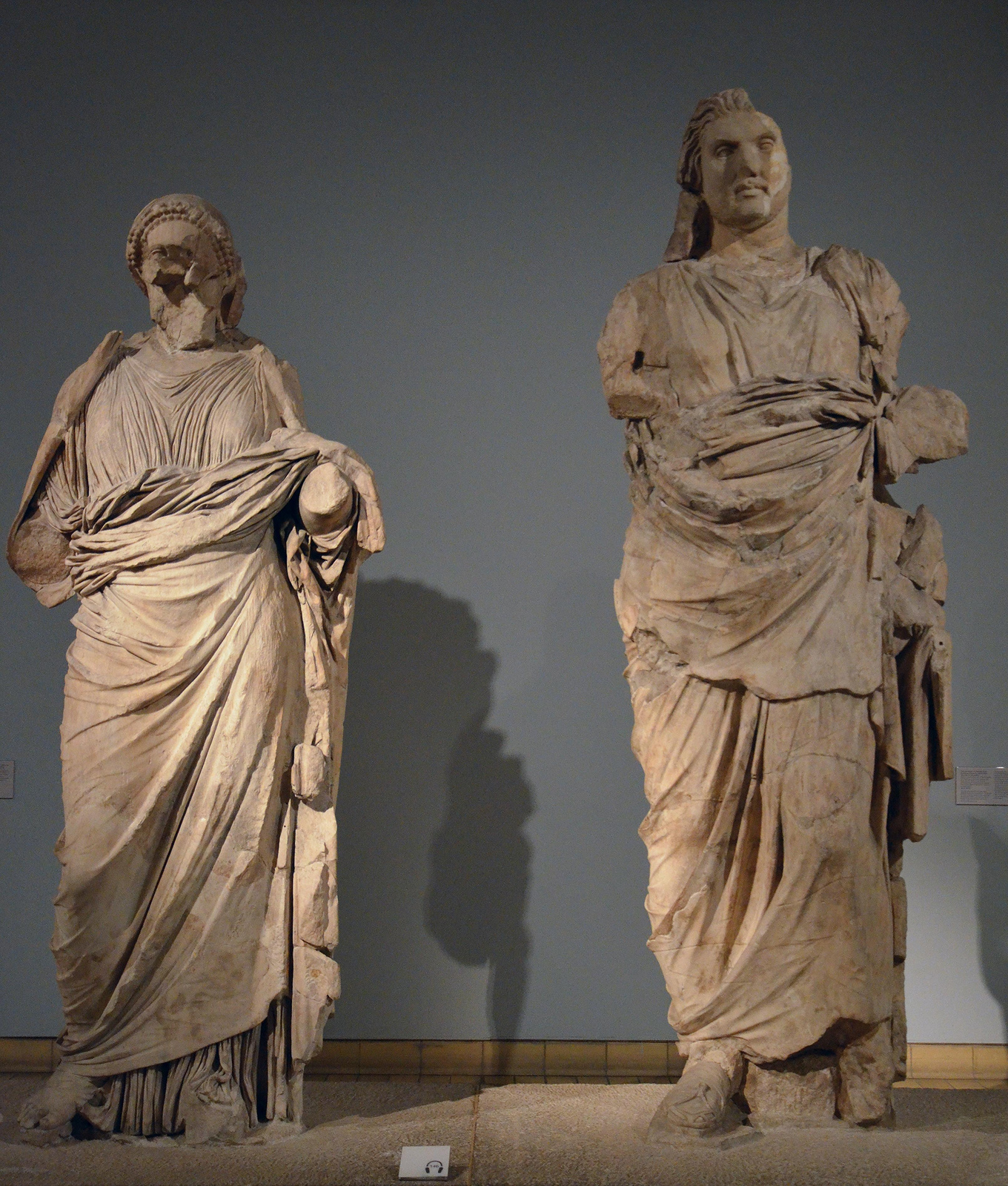
Колосальні статуї з Мавзолею в Галикарнасі традиційно ідентифікуються як Артемісія II та Мавзол.Близько 350 р. до н. е., Британський музей, Лондон

Артемісія II (д/н-348 рік до н. е.) — володарка Карії та Галікарнасу з 353 до 348 року до н. е., войовниця, що звела галікарнаський Мавзолей. Вшанована на Поверсі спадщини Джуді Чикаго.

## Життєпис
Була донькою сатрапа Карії Гекатомна. Народилася ймовірно у м. Міласи, на той час столиці Карії.
За карійськими звичаями була одружена з власним братом — володарем Карії Мавсолом. Співправила як дружина, народила сина Піксодара.
Відомостей щодо її молодих років та життя за правління чоловіка немає. Після його смерті у 353 році до н. е. Артемісія успадкувала владу і продовжила правління. Відразу по смерті Мавсола повстав Родос, але Артемісія II хитрістю придушила повстання, після чого інші залежні від Карії землі визнали її своєї володаркою.

Для увічнення своєї перемоги над родосцями і захоплення острова, Артемісія звела на Родосі статую. Після здобуття незалежності від Карії, родосці закрили доступ до статуї, за що вона отримала назву «абатон» (грец. Ἄβᾰτος, «недоступний, непрохідний»).

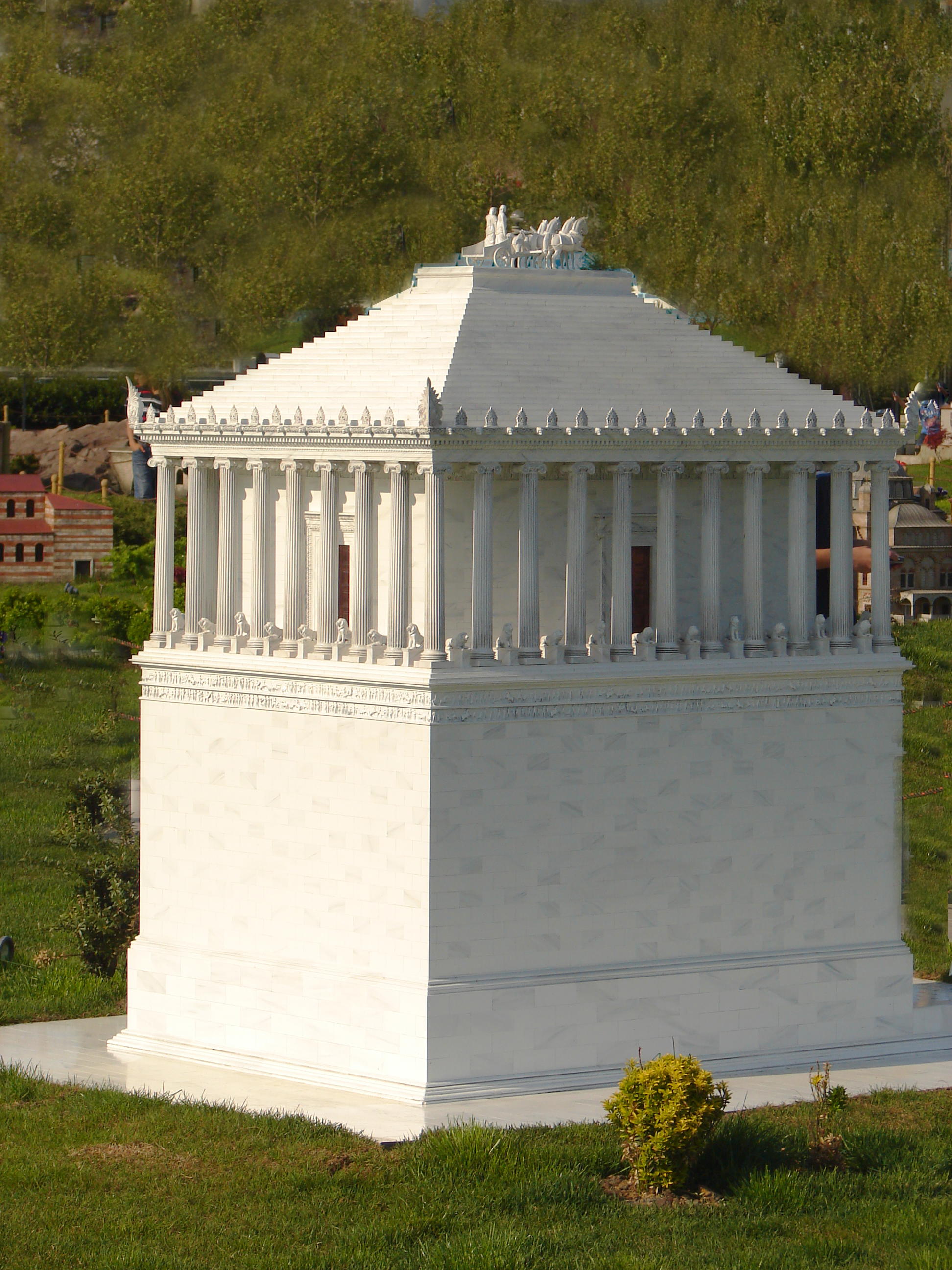
Модель мавзолею з парку Мiniaturk в Стамбулі

## Будівництво мавзолею
Артемісія стала відома в античному світі передовсім скорботою за чоловіком і братом Мавсолом. Вона закликала найвідоміших риторів свого часу (Навкрата, Ісократа, Теодекта і Феопомпа) виголошувати похвальні епітафії своєму покійному чоловікові.

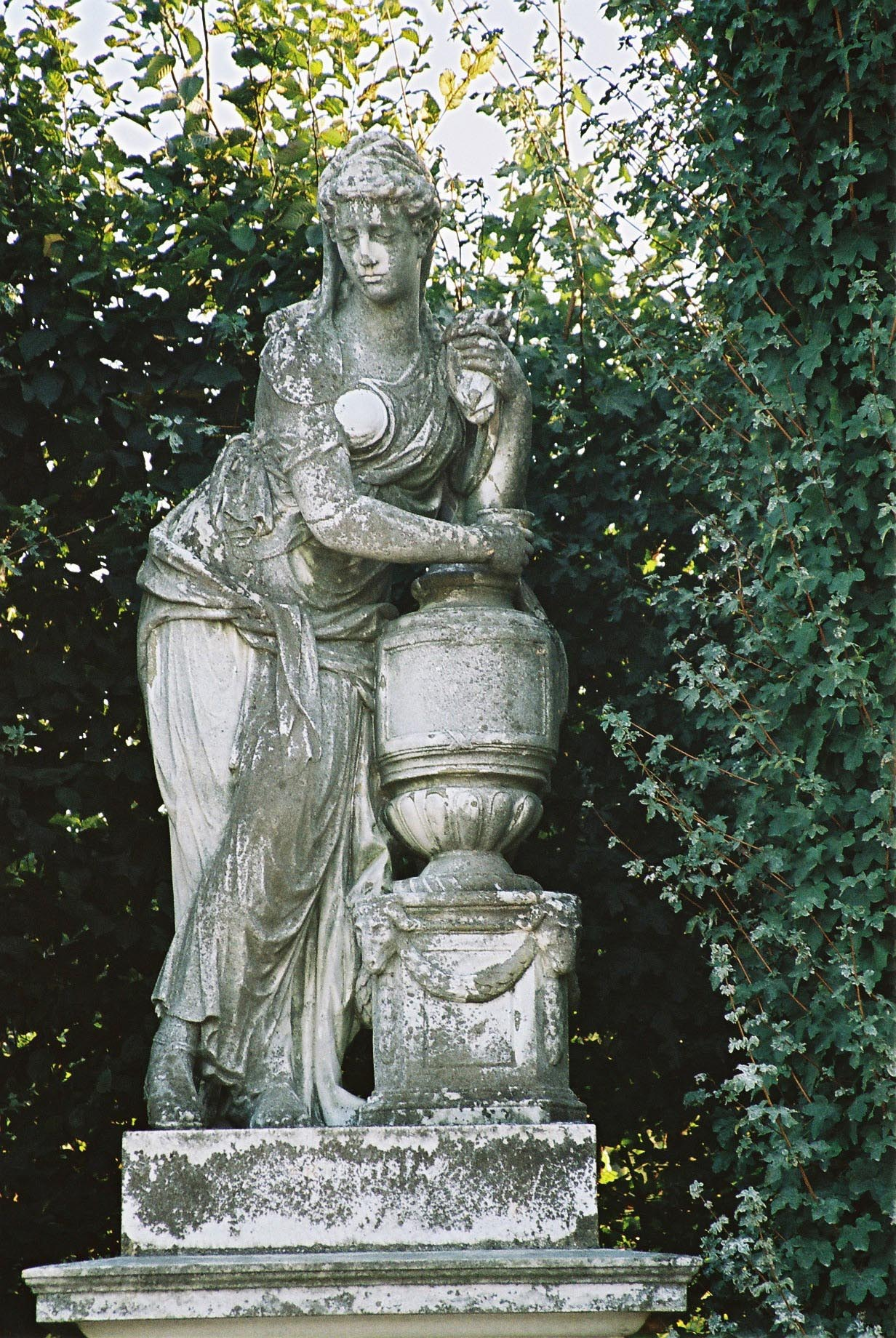
Артемісія II

Для увіковічення пам'яті Мавсола, Артемісія почала зводити в Галікарнасі монументальну гробницю, названу пізніше Антипатром Сідонським одним з Семи чудес світу. З тих пір назва гробниці Мавсола (мавзолей, грец. Μαυσωλεῖον) позначає всі розкішні або з інших причин значущі усипальниці. Цариця не побачила закінчення будівництва мавзолею (пліткували, що вона підмішувала прах Мавсола у свої напої, потроху довівши себе до смерті).
Похована поряд з чоловіком у Мавзолеї.